# Aquisições pela Adobe

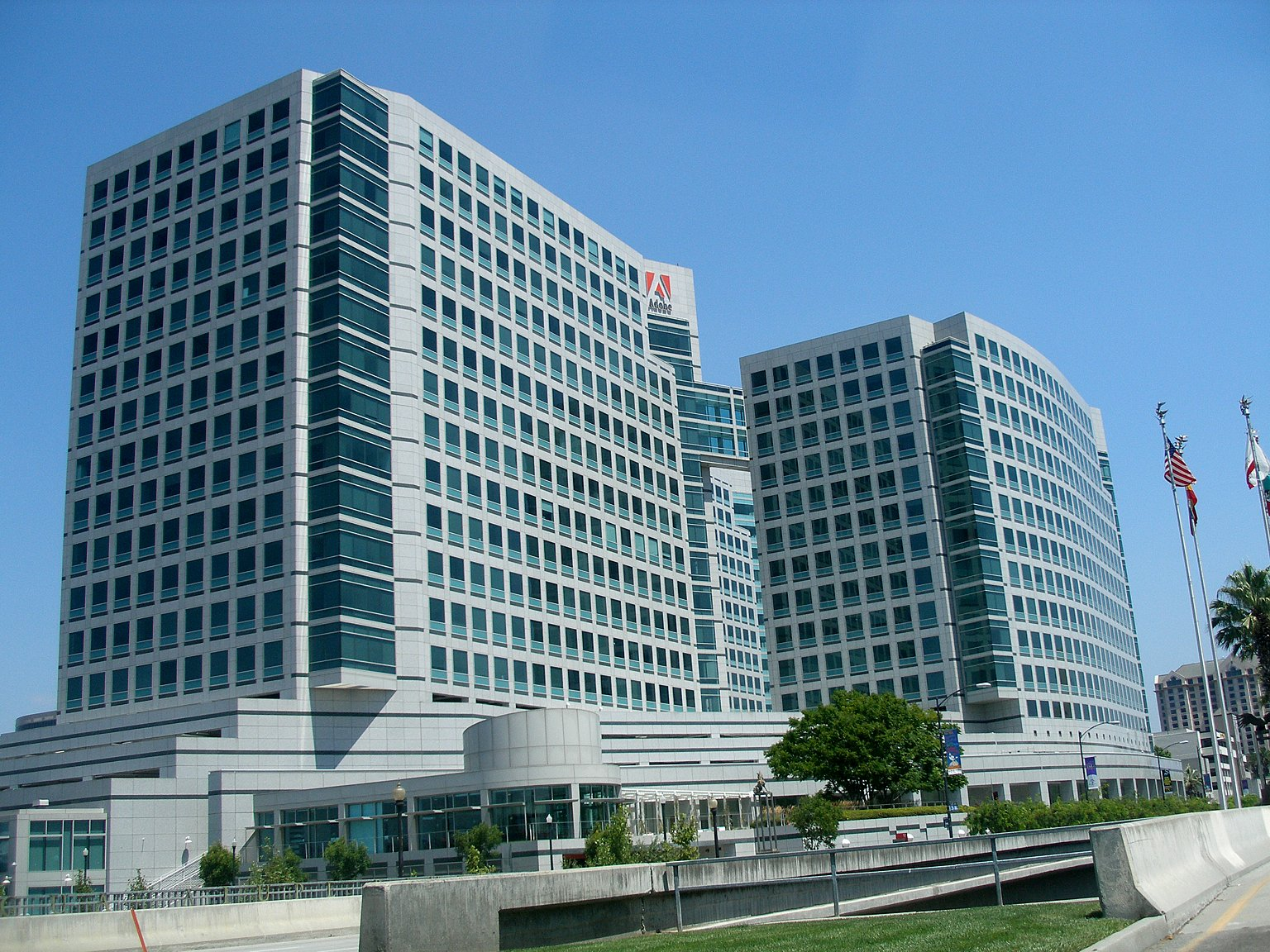
Sede da Adobe, localizada em São José, na Califórnia.

A Adobe é uma companhia norte-americana que desenvolve programas de computador, sediada em São José, na Califórnia. Em 1982, John Warnock e Charles Geschke deixaram a Xerox PARC para criar a Adobe com a finalidade de desenvolver e vender a linguagem PostScript. A Apple incorporou em 1985 o PostScript nas suas impressoras LaserWriter, o que ajudou a espalhar a revolução da paginação electrónica. No total, a Adobe adquiriu trinta e quatro empresas, comprou acções noutras cinco e desinvestiu em seis organizações, cuja maioria estava ligada à indústria de software. Dezoito das empresas adquiridas pela Adobe tinham sede Estados Unidos, contudo, a sociedade nem sempre revelou os detalhes financeiros das suas aquisições e fusões.
Emerald City Software foi a primeira a ser adquirida pela empresa em Março de 1990. Em Agosto de 1994, seguiu-se a Aldus, produtora de software formada em Seattle em 1985, a qual é reconhecida como criadora do mercado de paginação electrónica através do programa PageMaker. Os seus produtos foram integrados na linha de produção da Adobe no final do ano, sendo renomeados para Adobe PageMaker e Adobe After Effects; A Aldus também detinha os direitos do formato de ficheiro TIFF, que foram transferidos com o processo da tomada de posse pela Adobe. Em Outubro de 1995, a Frame Technology foi comprada por 566 milhões de dólares americanos e os seus pertences passaram a ser comercializados sob o registo de Adobe FrameMaker. O GoLive foi adquirido através da fusão com a GoLive Systems em Janeiro de 1999, dando à Adobe o seu primeiro editor de HTML. Em Maio de 2003, foi lançada a estação de trabalho de áudio digital Adobe Audition, através da aquisição da empresa Syntrillium Software que detinha o original Cool Edit Pro.
Na década de 90, a Adobe adquiriu uma quota minoritária de acções em quatro empresas, e comprou o pacote total numa outra durante a década de 2000. Também desinvestiu em seis organizações, cujas partes foram vendidas a outras potências do ramo. Todos os seus desinvestimentos foram feitos na década de 1990, sendo que o último decorreu em Agosto de 1999, quando vendeu a Macromedia Pathware para a Lotus Software. Até à data, a maior aquisição feita pela Adobe foi a californiana Macromedia em Dezembro de 2005 por 3 570 000 000 dólares. Day Software, Demdex, EchoSign, Iridas Technology, Nitobi, Typekit e Efficient Frontier Technology foram todas compradas em 2011, ano em que a empresa teve o seu maior número de compra no mercado.

## Aquisições
| Data                   | Empresa                       | Ramo                                                                  | País           | Valor ($)      | Referência(s) |
| ---------------------- | ----------------------------- | --------------------------------------------------------------------- | -------------- | -------------- | ------------- |
| 19 de Março de 1990    | Emerald City Software         | Software                                                              | Estados Unidos | —              | [ 9 ]         |
| 20 de Junho de 1990    | BluePoint Technologies        | Processadores                                                         | Estados Unidos | —              | [ 10 ]        |
| 1 de Junho de 1992     | LaserTools-Language Tech      | Software                                                              | Estados Unidos | —              | [ 11 ]        |
| 29 de Junho de 1992    | OCR Systems                   | Software                                                              | Estados Unidos | —              | [ 12 ]        |
| 31 de Agosto de 1994   | Aldus                         | Distribuidor de software                                              | Estados Unidos | $437 676 000   | [ 13 ]        |
| 9 de Setembro de 1994  | LaserTools                    | Software                                                              | Estados Unidos | —              | [ 14 ]        |
| 1995                   | Photoshop                     | Software                                                              | Estados Unidos | —              | [ 15 ]        |
| 30 de Outubro de 1995  | Frame Technology              | Distribuidor de software                                              | Estados Unidos | $566 567 000   | [ 16 ]        |
| 20 de Maio de 1996     | Ares Software                 | Software de gerência de fontes                                        | Estados Unidos | —              | [ 17 ]        |
| 4 de Março de 1997     | Sandcastle                    | Software                                                              | Estados Unidos | $3 500 000     | [ 18 ]        |
| 5 de Setembro de 1997  | HyWay Ferranti                | Programa de computador                                                | Estados Unidos | —              | [ 19 ]        |
| 16 de Setembro de 1997 | DigiDox                       | Catálogo electrónico                                                  | Estados Unidos | —              | [ 20 ]        |
| 4 de Janeiro de 1999   | GoLive Systems                | Fornecedor de acesso à Internet                                       | Estados Unidos | —              | [ 21 ]        |
| 5 de Dezembro de 2001  | Fotiva                        | Programa de fotografias digitais                                      | Estados Unidos | —              | [ 22 ]        |
| 15 de Abril de 2002    | Accelio                       | Software                                                              | Canadá         | $72 000 000    | [ 23 ]        |
| Maio de 2003           | Syntrillium Software          | Software                                                              | Estados Unidos | —              | [ 24 ]        |
| 10 de Novembro de 2003 | Yellow Dragon Software-Tech   | Espólio tecnológico                                                   | Estados Unidos | —              | [ 25 ]        |
| 3 de Maio de 2004      | Q-Link Technologies, Inc.     | Software de gerência de empresas                                      | Estados Unidos | —              | [ 26 ]        |
| 7 de Dezembro de 2004  | OKYZ                          | Programa de colaboração 3D                                            | França         | —              | [ 27 ]        |
| 3 de Dezembro de 2005  | Macromedia                    | Software gráfico                                                      | Estados Unidos | $3 573 000 000 | [ 28 ]        |
| 16 de Dezembro de 2005 | Navisware                     | Software para empresas                                                | Estados Unidos | —              | [ 29 ]        |
| 21 de Abril de 2006    | Trade and Technologies France | Software indiscriminado                                               | França         | —              | [ 30 ]        |
| 26 de Junho de 2006    | Pixmantec                     | Software                                                              | Dinamarca      | —              | [ 31 ]        |
| 5 de Setembro de 2006  | InterAKT                      | Software                                                              | Roménia        | —              | [ 32 ]        |
| 9 de Outubro de 2006   | Serious Magic                 | Software de vídeo                                                     | Estados Unidos | —              | [ 33 ]        |
| 31 de Maio de 2007     | Scene7                        | Software de multimédia                                                | Estados Unidos | —              | [ 34 ]        |
| 15 de Setembro de 2008 | YaWah                         | Software pré-embalados                                                | Dinamarca      | —              | [ 35 ]        |
| 31 de Agosto de 2009   | Business Catalyst             | Hospedagem e comércio electrónico                                     | Austrália      | —              | [ 36 ]        |
| 15 de Setembro de 2009 | Omniture                      | Web analytics                                                         | Estados Unidos | $1 800 000 000 | [ 37 ]        |
| 28 de Julho de 2010    | Day Software                  | Software de sistema de gerência de conteúdo                           | Suíça          | —              | [ 38 ]        |
| 18 de Janeiro de 2011  | Demdex                        | Soluções de optimização de Audiência                                  | Estados Unidos | —              | [ 39 ]        |
| 18 de Julho de 2011    | EchoSign                      | Soluções de assinaturas                                               | Estados Unidos | —              | [ 40 ]        |
| 8 de Setembro de 2011  | Iridas Technology             | Software de aprimoramento de vídeo                                    | Alemanha       | —              | [ 41 ]        |
| 3 de Outubro de 2011   | Nitobi                        | Desenvolvimento de software para telemóveis                           | Estados Unidos | —              | [ 42 ]        |
| 3 de Outubro de 2011   | Typekit                       | Fontes                                                                | Estados Unidos | $120 000 000   | [ 43 ]        |
| 30 de Novembro de 2011 | Efficient Frontier Technology | Pesquisa on-line/Campanha comercial e social de gestão de plataformas | Estados Unidos | $400 000 000   | [ 44 ]        |
| 20 de Dezembro de 2012 | Behance Inc.                  | Serviço de partilha on-line                                           | Estados Unidos | $150 000 000   | [ 45 ] [ 46 ] |
| 22 de Maio de 2013     | Thumb Labs                    | Aplicações para telemóveis                                            | Estados Unidos | —              | [ 46 ]        |
| 28 de Maio de 2013     | Ideacodes                     | Consultoria de design                                                 | Estados Unidos | —              | [ 47 ]        |
| 23 de Julho de 2013    | Neolane                       | Marketing digital                                                     | França         | $600 000 000   | [ 48 ]        |

## Acções
| Data                   | Empresa        | Ramo                              | País           | Valor ($)  | Referência(s) |
| ---------------------- | -------------- | --------------------------------- | -------------- | ---------- | ------------- |
| 21 de Setembro de 1992 | Verity         | Consultoria informática           | Estados Unidos | —          | [ 49 ]        |
| 1 de Março de 1994     | Crosswise      | Aplicações                        | Estados Unidos | —          | [ 50 ]        |
| 19 de Abril de 1995    | Siebel Systems | Fornecedor de acesso a aplicações | Estados Unidos | —          | [ 51 ]        |
| 8 de Agosto de 1995    | Fractal Design | Gráficos informáticos             | Estados Unidos | $2 000 000 | [ 52 ]        |
| 23 de Março de 2007    | Skysoft        | Serviço de música digital on-line | Taiwan         | $1 000 000 | [ 53 ]        |

## Desinvestimentos
| Data                   | Adquirente                  | Empresa-alvo        | Ramo-alvo                       | País adquirente | Valor ($)  | Referência(s) |
| ---------------------- | --------------------------- | ------------------- | ------------------------------- | --------------- | ---------- | ------------- |
| 1 de Novembro de 1991  | Paracomp                    | MacroMind           | Software                        | Estados Unidos  | —          | [ 54 ]        |
| 28 de Março de 1996    | —                           | Luminous            | Programas gráficos              | Estados Unidos  | —          | [ 55 ]        |
| 5 de Fevereiro de 1997 | INSO                        | MasterSoft          | Distribuidor de software        | Estados Unidos  | $3 000 000 | [ 56 ]        |
| 24 de Março de 1999    | Creative Internet Solutions | ChangeMedia         | Fornecedor de acesso à Internet | Estados Unidos  | —          | [ 57 ]        |
| 20 de Maio de 1999     | Calian Technologies Ltd.    | Why Interactive     | Empresa de multimédia           | Canadá          | $4 360 000 | [ 58 ]        |
| 30 de Agosto de 1999   | Lotus Development           | Macromedia Pathware | Programas de Internet           | Estados Unidos  | —          | [ 59 ]        |